# Kenzō Nambu
Kenzō Nambu (jap. 南部 健造, Nambu Kenzō; * 22. August 1992 in Tokio) ist ein japanischer Fußballspieler.

## Karriere
Kenzō Nambu erlernte das Fußballspielen in der Jugendmannschaft des Zweitligisten Tokyo Verdy und der Universitätsmannschaft der Chukyo-Universität. Seinen ersten Vertrag unterschrieb er 2015 beim Drittligisten Kataller Toyama in Toyama. Nach einem Jahr wechselte er 2016 zu Briobecca Urayasu. Der Verein spielte in der Japan Football League, der Vierten Liga, und ist in Urayasu beheimatet. Nach 48 Spielen und neun Toren ging er 2018 nach Osaka, wo er sich dem Ligakonkurrenten FC Osaka anschloss. Im Dezember 2018 wurde sein Vertrag nicht verlängert. Von Januar bis Mitte Juli 2019 war er vereinslos. Am 15. Juli 2019 unterschrieb er in Thailand einen Vertrag beim Kasetsart FC. Der Verein aus der Hauptstadt Bangkok spielte in der zweiten thailändischen Liga. 2020 wechselte er zum Ligakonkurrenten MOF Customs United FC, einem Verein, der ebenfalls in Bangkok ansässig ist. Nach einem Jahr und 16 Spielen für die Customs unterschrieb er Ende Dezember 2020 einen Vertrag beim Ligakonkurrenten Uthai Thani FC in Uthai Thani. Am Ende der Saison musste er mit Uthai Thani den Weg in die Drittklassigkeit antreten. Im August 2021 wechselte er nach Nakhon Pathom zum Zweitligisten Nakhon Pathom United FC. Hier stand er zehnmal in der zweiten Liga auf dem Spielfeld. Zur Rückrunde 2021/22 wechselte er zum Ligakonkurrenten Rayong FC. Für das Team aus Rayong absolvierte er 17 Ligaspiele. Im Juni 2022 ging er nach Indonesien, wo er einen Vertrag beim Erstligisten PSM Makassar in Makassar unterschrieb. Am Ende der Saison 2022/23 feierte er mit dem Verein die indonesische Meisterschaft. Nach einem weiteren Jahr wechselte der Japaner dann im Sommer 2024 zum Ligarivalen Bali United.

## Erfolge
PSM Makassar
- Indonesischer Meister: 2022/23